# Kapyly
Kapyly (belarussisch Капылы; russisch Копылы) ist ein Dorf im Wjarchowitski Selsawjet, Rajon Kamjanez, Breszkaja Woblasz, Belarus. Die Postleitzahl ist 225073.
Der Ort befindet sich etwa 35 Kilometer (Luftlinie) nordnordwestlich von Brest. Die Staatsgrenze ist nahe, etwa 10 Kilometer westlich liegt die Gemeinde Czeremcha in Polen. 
Im Zentrum des Dorfes befindet sich ein kleiner See, an seinem südlichen Ufer befinden sich das im Zweiten Weltkrieg zerstörte und ausgeplünderte Barockschloss, die Reste des Gutshofes aus dem frühen 20. Jahrhundert und das dazugehörige Gutshaus – eine noch relativ gut erhaltene Landvilla im Jugendstil. Zum Ensemble gehörte auch eine weitläufige Parkanlage aus dem Ende des 19. Jahrhunderts, die sich entlang des Westufers bis zum Dorf erstreckte und am Ostufer als aufgeforstetes Wäldchen noch vorhanden ist. Der Grundbesitz gehörte einst dem Geschlecht Roty (von Roth). Besonders im westlichen Teil des Parkgeländes hat man inzwischen mit der Anpflanzung von Obstbäumen die ehemalige Parklandschaft zerstört. Am Nordufer wurde in den 1990er Jahren ein Landwirtschaftsbetrieb aufgebaut, der für das Dorf einige Arbeitsgelegenheiten bietet. 
Viele Bauwerke vom ehemaligen Gut, darunter auch solide landwirtschaftliche Bauten, sind schlecht erhalten und teilweise zerstört.